# 達哈翁河
達哈翁河（西班牙語：Río Dajabón）是多米尼加共和國的河流，位於伊斯帕尼奧拉島，河道全長55公里，流域面積858平方公里，平均流量每秒2.84立方米，每年平均降雨量750至2,000毫米。

## 外部連結
- GEOnet Names Server （页面存档备份，存于）
- CIA map （页面存档备份，存于）